# Examen de nacionalización
El examen de nacionalización es un cuestionario que se requiere aprobar para tener la opción de ser nacionalizado en los países que tienen este requisito administrativo. Se prueba, por ejemplo, sobre los conocimientos de historia del país, idioma oficial, o la cualificación para el mercado laboral.
Algunos países en que existe (por orden cronológico de creación del examen):  Estados Unidos de América, Canadá, Países Bajos, Austria, Suiza, Dinamarca, Australia (desde 2007), así como Alemania (desde 2008) y España (desde 2015).

## Australia
El examen de nacionalización de Australia (engl. citizenship test) gibt es seit 2007. consta de 20 preguntas de múltiple respuesta que deben ser respondidas positivamente en un 75%. En el examen no se comprueba el nivel de inglés.

## AlemaniaAlemania
El examen de nacionalización consta de 33 preguntas, dependientes parcialmente de cada región o Land, tratando de Historia de Alemania, Geografía, Democracia, Instituciones de Alemania, derechos básicos,...

## CanadáCanadá
Uno de cada seis canadienses ha nacido en el extranjero, siendo 250.000 los nacionalizados al año. Desde 1967 existe un examen con un sistema de puntos, formación general, conocimiento del idioma y capacidades laborales son puestas a prueba.

## AustriaAustria
En Austria hay un examen multirespuesta con 18 preguntas, con preguntas sobre democracia, historia y sobre el estado austriaco, siendo necesario responder positivamente a más de la mitad de las preguntas, y uno solo se puede presentar cinco veces al examen.

## EspañaEspaña
A partir de octubre de 2015, la tramitación para obtener la nacionalidad española exige la rendición de dos pruebas elaboradas y gestionadas por el Instituto Cervantes: El Diploma de lengua española (DELE), equivalente a un nivel A2 o superior y la Prueba de Conocimientos Constitucionales y Socioculturales de España (CCSE).

## Estados Unidos
El Examen de ciudadanía (citizenship test) es el último trámite para la obtención de la nacionalidad estadounidense. Consta de dos partes: La Prueba de Educación Cívica y la Prueba de inglés. Es tomado por un oficial del Servicio de Ciudadanía e Inmigración de los Estados Unidos (USCIS).

## MéxicoMéxico
La Ley de Nacionalidad mexicana establece que para tramitar la  naturalización, es preciso saber hablar español, así como también demostrar conocimientos de historia del país y encontrarse integrado a la cultura nacional. Para ello, se debe aprobar los exámenes de contenido elaborados por el Instituto Matías Romero, que consta de una prueba de español y el Examen de Historia y Cultura de México para el Proceso de Naturalización.

## Países BajosPaíses Bajos
Para pedir la nacionalización en Holanda, se debe pedir el documento de nacionalización en la embajada holandesa en el país de origen, conteniendo el examen preguntas sobre historia y cultura de Holanda. Zur Vorbereitung bekommt der Antragssteller eine DVD zugeschickt, die Geschichte, Bilder und Kultur, wie z.B. sexuelle Freizügigkeit zeigt.